# Браун, Дрю
Эндрю Джон Браун (англ. Andrew John Brown; род. 9 января 1984, Брумфилд, Колорадо) — американский музыкант, мультиинструменталист и автор песен, гитарист групп OneRepublic и Debate Team.

## Биография
Родился в Брумфилде, штат Колорадо. В 2004 году, переехал в Лос-Анджелес, где вместе с вокалистом Райаном Теддером и гитаристом Заком Филкинсом сформировал группу OneRepublic.
В январе 2011 года Браун, вместе с барабанщиком OK Go Дэном Конопкой, гитаристом Hush Sound Бобом Моррисом и вокалистом Райаном Макнилом стал участником Debate Team, в том же году вышел мини-альбом Wins Again.

### OneRepublic
Бессменный гитарист OneRepublic с 2005 года. Песни, которые он написал в соавторстве: «Say (All I Need)», «Stop and Stare», «All Fall Down», «Tyrant» и «Wont Stop». из их дебютного альбома Dreaming Out Loud; заглавный трек с их второго альбома Waking Up; и «Feel Again» и «Love Runs Out» из третьего альбома группы Native.

## Дискография
- Dreaming Out Loud (2007)
- Waking Up (2009)
- Native (2013)
- Oh My My (2016)
- Human (2021)